# Entrega urgent
Entrega urgent (coreà: 특송; Hanja: 特送; romanització revisada: Teuksong) és una pel·lícula criminal d'acció sud-coreana del 2022 escrita i dirigida per Park Dae-min per a M Pictures. Protagonitzat per Park So-dam, Song Sae-byeok i Kim Eui-sung. Es va estrenar als cinemes el 12 de gener de 2022. S'ha doblat i subtitulat al català.
La pel·lícula va ser convidada oficialment a la secció Harbour del 51è Festival Internacional de Cinema de Rotterdam celebrat del 26 de gener al 6 de febrer de 2022. A taquilla, va guanyar 3,46 milions de dòlars bruts i va obtenir 439.177 entrades.